# Эрбе, Жан Франсуа Жюль
Жан-Франсуа Жюль Эрбе, Jean François Jules Herbé (13 июня 1824, Реймс — 14 декабря 1893, Треву, Эн) французский офицер, дослужившийся до звания бригадного генерала. Участник Крымской, Франко-прусской, Мексиканских войн.

## Биография
Учился в Реймсе. Выпущен из военной академии Сен-Сир в 1844 году. Окончил курс пехотной школы в Венсене.
Служил офицером 20-м полку легкой пехоты во время Крымской войны. Отплыл из Марселя 16 мая 1854 на транспорт «Ганг», и прибыл на Галлиполийский рейд 23 мая. Был произведен в капитаны 27 мая 1854 года. В июне доставлен из Константинополя в Варну. В середине сентября высадился на берегу Каркинитского залива. Отличился в битве при Альме. Адъютант-майор в 1855 году, участвовал в осадных работах. Летом 1855 перешёл с полком в обсервационный корпус, которым командовал генерал Э. Эрбийон. В сражении на Чёрной речке был ранен в двумя пулями в область паха и пулей в левую икру. Эвакуирован 5(17) октября в Константинополь в офицерский госпиталь в здании русского посольства. 8(20) ноября вернулся во французский лагерь в Камышовой бухте. С конца ноября с полком в гарнизоне захваченной ранее французами Кинбурнской крепости.
Был ранен в Мексике, где участвовал в кампаниях с 1862 по 1867 год в составе 95-го полка линейной пехоты. Был назначен командиром батальона в 97-м полку линейной пехоты.
В 1870 году во время Франко-прусской войны он сражался при Гравелоте, где был ранен пулей в грудь и одной пулей в правую икру. Он находился в плену с 28 октября 1870 года по 16 марта 1871 года. Подполковник, с 1880 года — полковник, командир 70-го линейного полка.
Командор ордена Почетного легиона с 12 июля 1880 года, офицер народного просвещения (Орден Академических пальм). 3 октября 1882 он был произведен в бригадные генералы и вышел в отставку в 1886 году. Умер 14 декабря 1893 года в поместье Мон-д’Аррас, недалеко от Треву, департамент Эн.
Оставил мемуары Français et Russes. Lettres d’un officier Français: Французы и русские. Письма французского офицера. Эта книга посвящена его сыну и содержит 82 письма от начала кампании до его ранения. Первый русский перевод книги вышел в Минске в 1894 году.

## Награды
- Орден Почётного легиона
- Рыцарь 23 января 1866;
- Офицер;
- Командор 12 июля 1880;
- Памятная медаль Мексиканской экспедиции ;
- орден Пятой степени Меджидие (Османский) 21 июня 1859;
- Крымская медаль;
- Орден Богоматери Гваделупской, 28 ноября 1859;
- Орден Академических пальм, офицер общественного просвещения .